# Праліси Мізунського лісництва
Праліси Мізунського лісництва — пралісова пам'ятка природи місцевого значення. Об'єкт розташований на території Долинського району Івано-Франківської області, ДП Вигодське лісове господарство, Мізунське лісництво, квартал 15, виділ 16; квартал 18, виділ 17; квартал 19, виділи 5, 6.
Площа — 54,9 га, статус отриманий у 2020 році.